# Diócesis de La Rioja
La diócesis de La Rioja (en latín: Dioecesis Rioiensis) es una circunscripción eclesiástica de la Iglesia católica en Argentina. Se trata de una diócesis latina, sufragánea de la arquidiócesis de San Juan de Cuyo. Desde el 13 de diciembre de 2018 su obispo es Dante Gustavo Braida.

## Territorio y organización
La diócesis tiene 89 680 km² y extiende su jurisdicción sobre los fieles católicos de rito latino residentes en la provincia de La Rioja.
La sede de la diócesis se encuentra en la ciudad de La Rioja, en donde se halla la Catedral de San Nicolás de Bari. 
En 2021 en la diócesis existían 34 parroquias.

## Historia
La diócesis fue erigida el 20 de abril de 1934 con la bula Nobilis Argentinae nationis del papa Pío XI, obteniendo el territorio de la entonces diócesis de Córdoba.

Apostolicae potestatis plenitudine, ea quae sequuntur statuimus ac decernimus: Decem novas dioeceses in Republica Argentina erigimus et constituimus, scilicet: (...) Riojensem (...) Dioecesis Riojensis eiusdem nominis provinciae territorium comprehendet, hucusque ad Cordubensem dioecesim spectans, paroecias videlicet: La Rioja, Aimogasta, Castro Barros, Chilecito, Famatina, Olta, Tama, Ulapes, Villa Unión, quas propterea ab ipsa seiungimus Cordubensi Dioecesi. Sedem autem episcopalem in La Rioja urbe, et cathedram in ecclesia Sancti Nicolai Barensis in eadem urbe exstante constituimus.
Parte de la bula Nobilis Argentinae Nationis

El primer obispo de La Rioja fue Froilán Ferreira Reinafé, elegido por el papa Pío XI el 13 de septiembre de 1934. Fue consagrado obispo el 31 de marzo de 1935 y tomó posesión de su sede el 13 de abril de ese año. Murió el 22 de febrero de 1964.
El 6 de diciembre de 1946, con la carta apostólica Perennem esse, el papa Pío XII proclamó a san Nicolás de Bari como patrón principal de la diócesis.
El segundo obispo riojano fue Horacio Arturo Gómez Dávila, quien el 13 de febrero de 1960 había sido designado por el papa Pío XII obispo coadjutor con derecho a sucesión; asumió como obispo diocesano el 22 de febrero de 1964, hasta el 11 de julio de 1968, fecha en que renunció por razones de salud. 
Tercer obispo de La Rioja fue Enrique Angelelli, nombrado por el papa Pablo VI el 11 de julio de 1968, quien tomó posesión el 24 de agosto siguiente. Falleció el 5 de agosto de 1976, de acuerdo a numerosos indicios, se habría tratado de un asesinato. Su muerte fue presentada por las autoridades militares del llamado Proceso de Reorganización Nacional como accidente automovilístico, se sospechó que se trataba de un asesinato encubierto hasta que el 4 de julio de 2014, transcurridos casi 38 años, Luciano Benjamín Menéndez y Luis Fernando Estrella fueron condenados a cadena perpetua acusados de haber provocado la muerte del obispo. Fue beatificado por el papa Francisco el 27 de abril de 2019.
El 10 de agosto de 1976 el papa Pablo VI designó al obispo auxiliar de Córdoba, Cándido Rubiolo, como administrador apostólico.
El cuarto obispo de La Rioja fue Bernardo Witte, nombrado por el papa Pablo VI el 15 de abril de 1977; tras recibir la ordenación episcopal el 20 de mayo, tomó posesión el 5 de junio siguiente. El 8 de julio de 1992 el papa Juan Pablo II lo trasladó como obispo de Concepción, Tucumán.
El quinto obispo de La Rioja fue Fabriciano Sigampa, a quien el papa Juan Pablo II trasladó de la sede de Reconquista el 30 de diciembre de 1992. Tomó posesión el 25 de marzo de 1993. El 17 de noviembre de 2005 fue promovido a arzobispo de Resistencia; tomó posesión de esa sede arzobispal el 26 de febrero de 2006.
El sexto obispo de La Rioja fue Roberto Rodríguez, quien siendo obispo de Villa María, fue trasladado a esta sede el 24 de mayo de 2006; tomó posesión el 23 de julio de 2006.
El séptimo obispo es el actual, Marcelo Colombo, quien siendo obispo de Nueva Orán, fue trasladado a esta sede el 9 de julio de 2013; tomó posesión el 7 de septiembre de 2013.

## Estadísticas
Según el Anuario Pontificio 2022 la diócesis tenía a fines de 2021 un total de 342 372 fieles bautizados.
| Año                                                                             | Población            | Población | Población      | Sacerdotes | Sacerdotes    | Sacerdotes    | Bautizados por sacerdote | Diáconos permanentes | Religiosos | Religiosos | Parroquias |
| Año                                                                             | Bautizados católicos | Total     | % de católicos | Total      | Clero secular | Clero regular | Bautizados por sacerdote | Diáconos permanentes | Varones    | Mujeres    | Parroquias |
| ------------------------------------------------------------------------------- | -------------------- | --------- | -------------- | ---------- | ------------- | ------------- | ------------------------ | -------------------- | ---------- | ---------- | ---------- |
| 1950                                                                            | 103 000              | 103 000   | 100.0          | 25         | 13            | 12            | 4120                     |                      | 12         | 38         | 10         |
| 1966                                                                            | 139 000              | 140 000   | 99.3           | 29         | 19            | 10            | 4793                     |                      | 10         | 29         | 17         |
| 1970                                                                            | 144 000              | 150 000   | 96.0           | 33         | 17            | 16            | 4363                     |                      | 16         | 29         | 18         |
| 1976                                                                            | 153 600              | 160 000   | 96.0           | 49         | 25            | 24            | 3134                     |                      | 27         | 72         | 26         |
| 1980                                                                            | 152 000              | 158 000   | 96.2           | 44         | 24            | 20            | 3454                     |                      | 22         | 54         | 28         |
| 1990                                                                            | 182 807              | 190 800   | 95.8           | 38         | 24            | 14            | 4810                     |                      | 22         | 87         | 19         |
| 1999                                                                            | 246 125              | 273 471   | 90.0           | 38         | 28            | 10            | 6476                     |                      | 16         | 62         | 24         |
| 2000                                                                            | 252 178              | 280 198   | 90.0           | 37         | 27            | 10            | 6815                     |                      | 17         | 63         | 24         |
| 2001                                                                            | 252 178              | 280 198   | 90.0           | 37         | 27            | 10            | 6815                     |                      | 17         | 62         | 25         |
| 2002                                                                            | 251 145              | 288 672   | 87.0           | 37         | 27            | 10            | 6787                     |                      | 17         | 59         | 25         |
| 2003                                                                            | 252 285              | 289 983   | 87.0           | 37         | 27            | 10            | 6818                     |                      | 14         | 61         | 29         |
| 2004                                                                            | 265 350              | 305 000   | 87.0           | 38         | 28            | 10            | 6982                     |                      | 14         | 59         | 28         |
| 2013                                                                            | 323 000              | 353 300   | 91.4           | 42         | 30            | 12            | 7690                     | 1                    | 15         | 32         | 24         |
| 2016                                                                            | 319 666              | 367 720   | 86.9           | 46         | 34            | 12            | 6949                     | 1                    | 17         | 43         | 27         |
| 2019                                                                            | 322 360              | 388 386   | 83.0           | 52         | 37            | 15            | 6199                     | 2                    | 21         | 24         | 33         |
| 2021                                                                            | 342 372              | 393 531   | 87.0           | 49         | 33            | 16            | 6987                     | 2                    | 20         | 25         | 34         |
| Fuente: Catholic-Hierarchy, que a su vez toma los datos del Anuario Pontificio. |                      |           |                |            |               |               |                          |                      |            |            |            |

## Episcopologio
- Froilán Ferreira Reinafé † (13 de septiembre de 1934-22 de febrero de 1964 falleció)
- Horacio Arturo Gómez Dávila † (22 de febrero de 1964 por sucesión-3 de julio de 1968 renunció)[nota 1]
- Beato Enrique Ángel Angelelli Carletti † (3 de julio de 1968-4 de agosto de 1976 falleció)[4]
- Bernardo Enrique Witte, O.M.I. † (14 de abril de 1977-8 de julio de 1992 nombrado obispo de Concepción)
- Fabriciano Sigampa † (30 de diciembre de 1992-17 de noviembre de 2005 nombrado arzobispo de Resistencia)
- Roberto Rodríguez † (24 de mayo de 2006-9 de julio de 2013 retirado)
- Marcelo Daniel Colombo (9 de julio de 2013-22 de mayo de 2018 nombrado arzobispo de Mendoza)
- Dante Gustavo Braida, desde el 28 de diciembre de 2018

## Galería

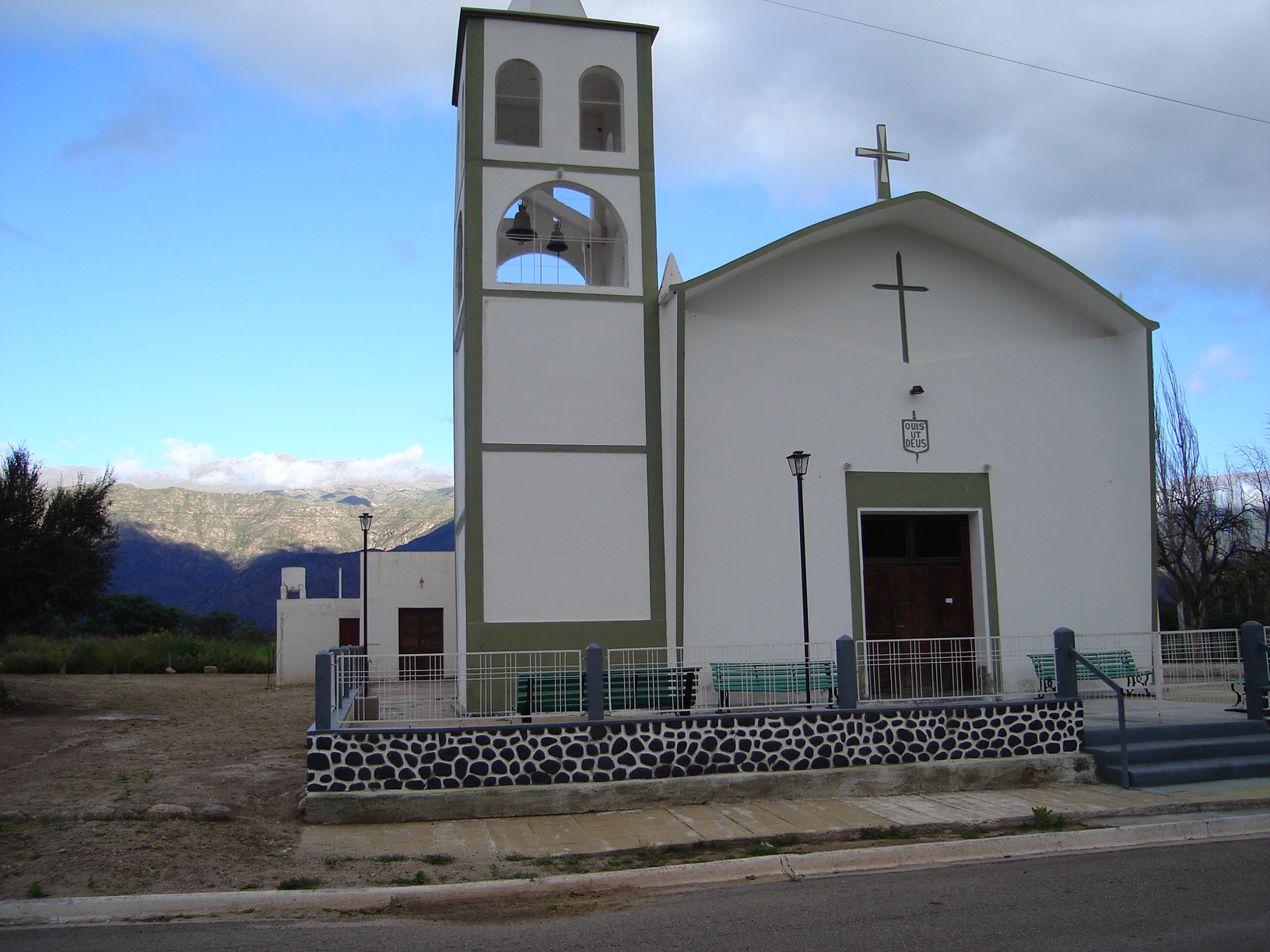
Capilla San Miguel Arcángel de Pinchas
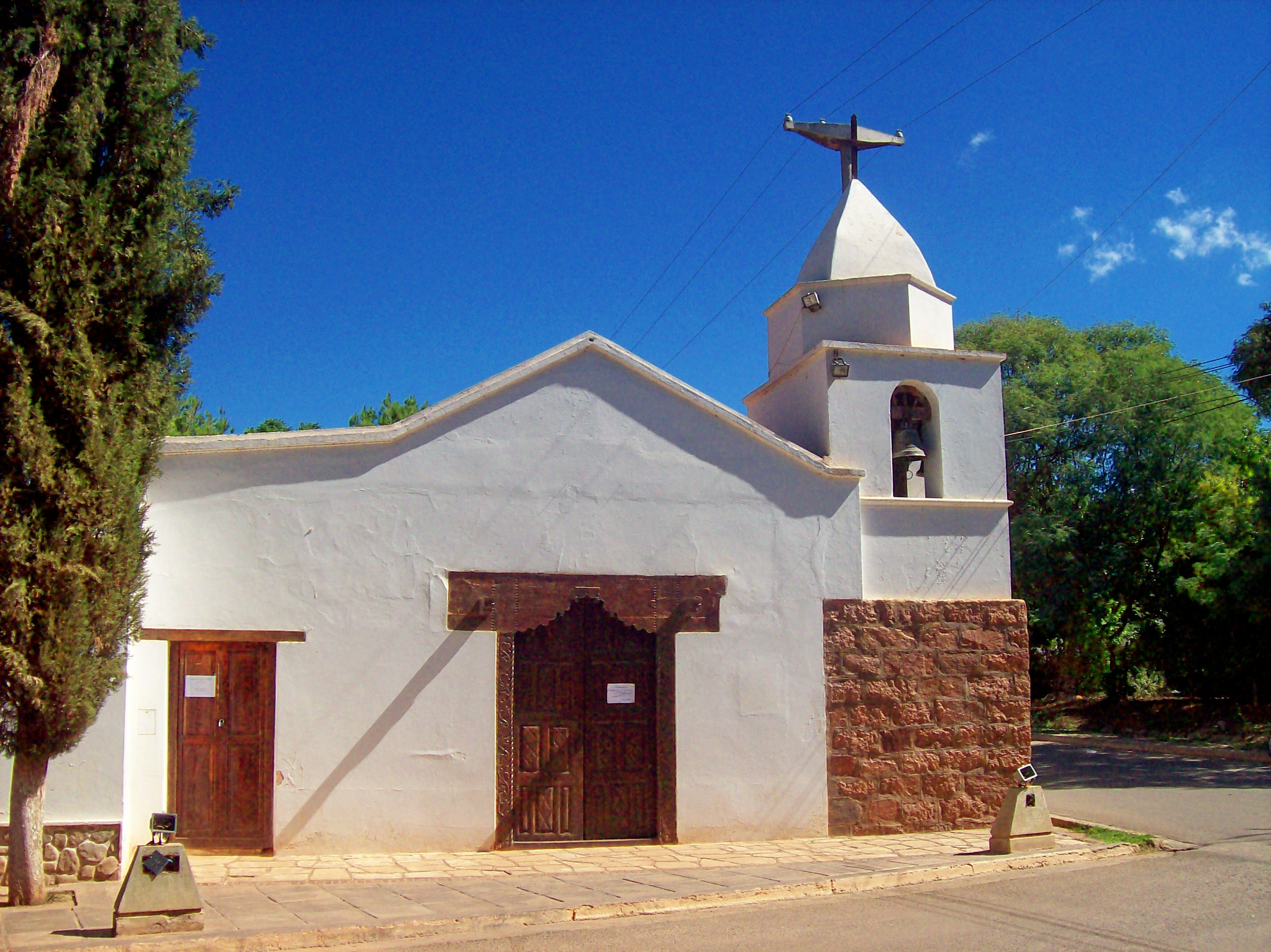
Capilla de Santa Clara de Asís (Los Sarmientos)
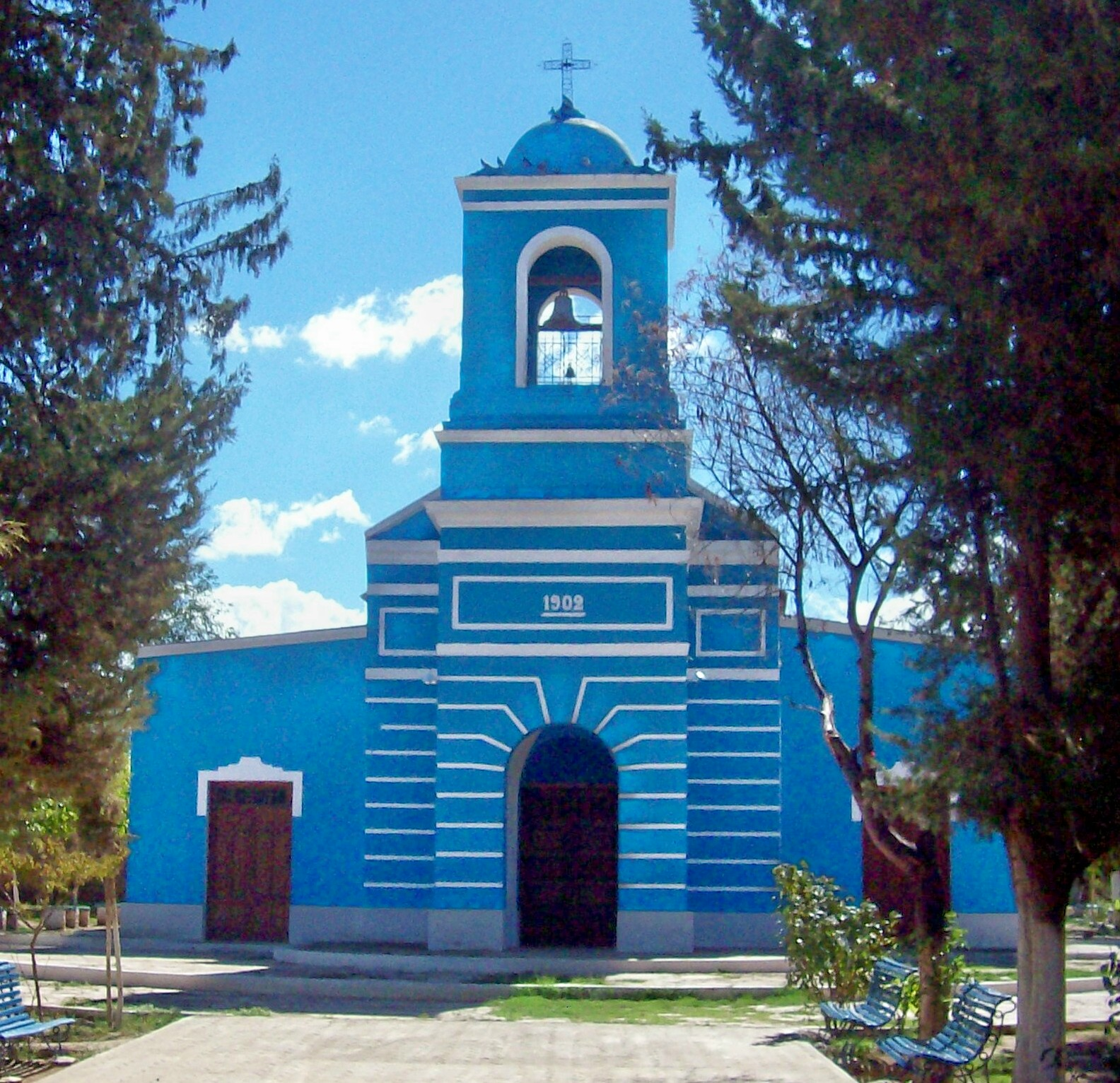
Iglesia de la Inmaculada Concepción (Malligasta)
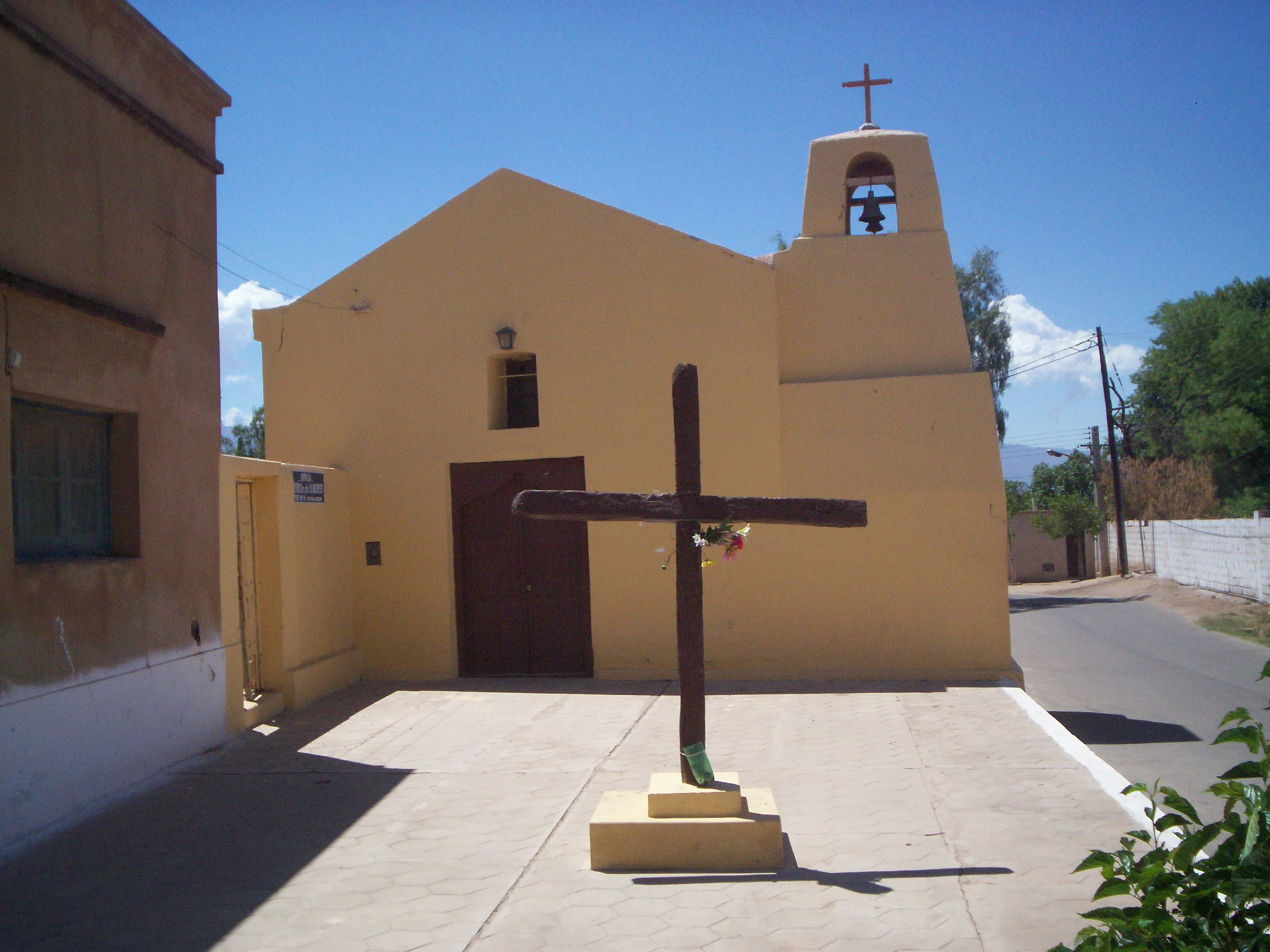
Capilla de La Puntilla